# Kỷ Tín
Kỷ Tín (chữ Hán: 紀信, ?- 204 TCN) là một võ tướng của Hán vương Lưu Bang. Trong cuộc chiến Hán Sở tranh hùng, khi Lưu Bang bị Tây Sở Bá vương Hạng Vũ vây rất ngặt ở thành Huỳnh Dương, thế khó thoát, nhờ Kỉ Tín đóng giả làm Hán vương để lừa Hạng Vũ, nhờ thế Lưu Bang mới thoát nạn được.

## Dấu tích trong lịch sử
Theo chú thích Cao Tổ bản kỷ của Sử ký Tư Mã Thiên Kỷ Tín là người nước Triệu, theo Lưu Bang khi mới khởi binh kháng Tần, làm đến tướng quân Hán, từng tham dự Hồng Môn yến. Hán thư thì ghi lại tướng Kỷ Thành mới là người tham dự Hồng Môn yến, đồng thời tử trận ở Hiếu Trĩ năm 205 TCN.
Năm 204 TCN, khi Lưu Bang bị Hạng Vũ vây khốn ở thành Huỳnh Dương, Kỷ Tín đã giả làm Lưu Bang, ra thành trá hàng quân Tây Sở. Do mất cảnh giác, quân Tây Sở nới lỏng vòng vây, nhờ đó Lưu Bang trốn thoát được. Tây Hán diễn nghĩa hư cấu rằng Kỷ Tín có thân hình tướng mạo tương tự Lưu Bang, nên chủ động thế thân.
Khi Hạng Vũ phát hiện người bị mình bắt giữ chỉ tướng quân Kỷ Tín, Hạng Vũ ban đầu đối đãi rất tử tế, ngỏ ý chiêu hàng, tuy nhiên bị Kỷ Tín cự tuyệt. Cuối cùng Hạng Vũ xử thiêu chết Kỷ Tín.
Sau khi Lưu Bang thống nhất Trung Nguyên, lên ngôi hoàng đế, luận công ban thưởng, xét thấy Kỷ Tín trung nghĩa, cho xây mộ và lập đền thờ. Dân chúng Trịnh Châu mến ông là người trung liệt, nên tôn ông làm Thành hoàng.

## Mộ phần chưa xác định
Các tài liệu lịch sử không thống nhất về nơi mộ phần của Kỷ Tín.
- Sách Ngụy thư (thời Bắc Tề) ghi nhận có 2 nơi được cho là mộ của Kỷ Tín: một tại huyện Xương Quốc, quận Tề (nay thuộc Trương Điếm, Truy Bác, Sơn Đông, Trung Quốc), một tại Huỳnh Dương.
- Sách Tống sử (thời Nguyên), Tục tư trị thông giám (thời Thanh) phần "Tống kỷ nhị thập lục" có chép sự kiện Tống Chân Tông vào năm Cảnh Đức thứ 4 (1007) có ghé Tây Kinh (nay là Lạc Dương) viếng mộ Kỷ Tín.
- Sách Cựu Đường thư (thời Ngũ Đại), quyển IV, phần "Cao tông bản kỷ" chép vào năm Lân Đức thứ 2 (665), Đường Cao Tông có gửi lễ vật cúng tế mộ Kỷ Tín ở huyện Nguyên Vũ, Trịnh Châu (nay thuộc huyện Nguyên Dương, Hà Nam).